# Đoản khúc thu Hà Nội
Đoản khúc thu Hà Nội là album phòng thu đầu tay của Hồng Nhung, được phát hành chính thức ngày 21 tháng 7 năm 1997 bởi Hãng phim trẻ. Album gồm 10 ca khúc về Hà Nội, đánh dấu bước chuyển mình trong sự nghiệp âm nhạc của cô khi bắt đầu đánh số Vol cho các sản phẩm âm nhạc của mình.
Đoản khúc thu Hà Nội là một trong số những album kinh điển với chủ đề là các ca khúc viết về Hà Nội. Với sở trường là hát các ca khúc Hà Nội, Hồng Nhung đã thể hiện mình đúng là người con của Thủ đô ngàn năm văn hiến qua từng câu hát giản dị, mộc mạc. Những ca khúc đã đi vào lịch sử âm nhạc Việt Nam và để lại một kí ức trong lòng người nghe. Album là một hơi thở, một tình yêu, một sự biết ơn, trân trọng tới nơi mình được sinh ra.
Nổi tiếng với cách hát tròn vành, rõ chữ mà vẫn thanh thoát, đậm chất Hà Nội đã khiến cho những ca khúc về Hà Nội dường như đã trở thành một trong những thể loại nhạc gắn liền với tên tuổi của Hồng Nhung. Lối hát này đã ảnh hưởng đến thế hệ ca sĩ sau này như ca sĩ Hà Anh Tuấn,...
Dù Đoản khúc thu Hà Nội không phải là một trong những album đỉnh cao trong sự nghiệp của cô, nhưng đây vẫn là một trong những album hay nhất về Hà Nội.
Được Cục tổ chức biểu diễn và Quỹ văn hoá Hà Nội trao giải "Đĩa hát vàng 1997" về số lượng đĩa bán chạy nhất trong năm.
Có lẽ phải kể đến trong album này nhất, chính là "Nhớ về Hà Nội" của nhạc sĩ Hoàng Hiệp. Ca khúc đã gắn liền với tên tuổi của cô và liên tục được phát ở loa trên mọi phố phường Hà Nội.
"Nhớ về Hà Nội" là một trong những ca khúc nổi tiếng nhất của Hồng Nhung. Bài hát đã được cô trình bày trước đó trong album Tiếng hát Hồng Nhung (1988), album tuyển tập Nhớ về Hà Nội (1993), Ca dao Hồng (1997).
"Hà Nội đêm trở gió" là một ca khúc được thể hiện thành công bởi Mỹ Linh.

## Danh sách ca khúc
| STT | Nhan đề                         | Sáng tác                         | Thời lượng |
| --- | ------------------------------- | -------------------------------- | ---------- |
| 1.  | "Nhớ mùa thu Hà Nội"            | Trịnh Công Sơn                   | 4:59       |
| 2.  | "Hà Nội đêm trở gió"            | Chu Lai và Trọng Đài             | 6:02       |
| 3.  | "Hướng về Hà Nội"               | Hoàng Dương                      | 6:23       |
| 4.  | "Hà Nội mùa vắng những cơn mưa" | Bùi Thanh Tuấn và Trương Quý Hải | 5:11       |
| 5.  | "Chiều Hồ Gươm"                 | Trần Thụ                         | 4:19       |
| 6.  | "Mong về Hà Nội"                | Dương Thụ                        | 5:41       |
| 7.  | "Gửi người em gái"              | Đoàn Chuẩn                       | 5:05       |
| 8.  | "Em ơi Hà Nội phố"              | Phú Quang                        | 6:07       |
| 9.  | "Nhớ về Hà Nội"                 | Hoàng Hiệp                       | 5:20       |
| 10. | "Đoản khúc thu Hà Nội"          | Trịnh Công Sơn                   | 4:47       |